# Meredith Scott Lynn
 (novembre 2024).
Pour les articles homonymes, voir Lynn.
Meredith Scott Lynn est une actrice américaine, née à Brooklyn le 8 mars 1970 .

## Filmographie

### Cinéma
- 1994 : The Girl in the Watermelon : Samantha Mayerofsky
- 1994 : Bleeding Hearts : Ruthie
- 1996 : Beat the Bash : Spokesperson
- 1997 : Take a Number : Megan
- 1997 : Je t'aime, ne me touche pas ! (I Love You, Don't Touch Me!) : Janet
- 1998 : Billy's Hollywood Screen Kiss : Georgiana
- 1998 : Une nuit au Roxbury (A Night at the Roxbury) : Credit Vixen
- 1998 : Le Roi lion 2 : L'Honneur de la tribu (The Lion King II: Simba's Pride) (vidéo) : Additional Voices (voix)
- 1999 : Smut
- 1999 : Un vent de folie (Forces of Nature) : Debbie
- 1999 : Standing on Fishes : Erika
- 2000 : Loser de Amy Heckerling : Dog Loving Girl
- 2001 : La Revanche d'une blonde (Legally Blonde) : Enid
- 2002 : Sexy de Tom Whitman : Voix 4
- 2003 : Hollywood Homicide : I.A. Detective Jackson
- 2005 : When Do We Eat? (en) : Jennifer
- 2006 : How to Go Out on a Date in Queens de Michelle Danner : Elizabeth
- 2007 : Finishing the Game: The Search for a New Bruce Lee : Eloise Gazdag
- 2007 : The Neighbor : Mindy
- 2008 : Kung Fu Panda: Secrets of the Furious Five (vidéo) : Viper Mom (voix)

### Télévision
- 1988 : Drôle de vie (The Facts of Life) (série télévisée) : Ashley Payne
- 1989 : Génération Pub (thirtysomething) (série télévisée) : Louise
- 1990 : The Marshall Chronicles (série télévisée) : Leslie Barash
- 1990 : Les Années coup de cœur (The Wonder Years) (série télévisée) : Angela
- 1990 : 21 Jump Street (série télévisée) : Gina
- 1992 : CBS Schoolbreak Special (série télévisée)
- 1992 : Herman's Head (série télévisée) : Helene
- 1992 : Flying Blind (série télévisée) : Leslie Barash
- 1993 : New York, police judiciaire (Law & Order) (série télévisée) : Corrine Sussman
- 1994 : Daddy's Girls (série télévisée) : Samantha Walker
- 1995 : Loïs et Clark, les nouvelles aventures de Superman (Lois & Clark: The New Adventures of Superman) (série télévisée) : Sarah Goodwin
- 1995 : The Pursuit of Happiness (série télévisée) : Jean
- 1996 : Life with Roger (série télévisée) : Myra
- 1996 : Mixed Nuts (TV) : Julie Manning
- 1997 : The Practice : Bobby Donnell et Associés (The Practice) (série télévisée) : Myra Glenn
- 1999 : Amy (Judging Amy) (série télévisée) : Hilary Baker
- 1999 : Pepper Ann (série télévisée) : Poison
- 2000 : Providence (série télévisée) : Debbie
- 2001 : Neurotic Tendencies (TV)
- 2001 : Les Associées (The Huntress) (série télévisée) : Judith Logan
- 2001 : Kristin (série télévisée) : Andrea
- 2001 : Les Anges du bonheur (Touched by an Angel) (série télévisée) : Rachel Silverstein
- 2001 : Les Griffin (Family Guy) (série télévisée) : Brenda
- 2002 : Roswell (série télévisée) : Dominique Lazar
- 2003 : The Lyon's Den (en) (série télévisée) : Public Defender
- 2004 : La Vie avant tout (Strong Medicine) (série télévisée) : Joy Severs
- 2005 : Monk (série télévisée) : Angela Dirks
- 2005 : Les Experts (CSI: Crime Scene Investigation) (série télévisée) : Attorney Carol Allred
- 2005 : Girlfriends (série télévisée) : Doreen Reznik
- 2006 : Pepper Dennis (série télévisée) : Warden
- 2007 : How I Met Your Mother (série télévisée) : Phyllis
- 2007 : Not Another High School Show de Mike Bender (téléfilm) : Gabby
- 2008 : Desperate Housewives (feuilleton TV) : Erica
- 2011 : NCIS : Los Angeles (série télévisée) : Abigail Johns

## Récompenses
- Prix de la meilleure actrice lors du Los Angeles Asian Pacific Film Festival en 2007 pour Finishing the Game: The Search for a New Bruce Lee.